# Hans Heinrich von Witzleben
Hans Heinrich von Witzleben (* 8. Juni 1713 in Rackith; † 10. Dezember 1771 in Gaditz) war von 1754 bis 1763 Kreishauptmann des Leipziger Kreises.
Er stammte aus dem thüringischen Adelsgeschlecht von Witzleben und war der Sohn von Raban Heinrich von Witzleben (1673–1757) auf Rackith. Er selber war Herr auf Gaditz, Ateritz und Cospuden. Wegen strafbarer Ungebührnisse im Siebenjährigen Krieg wurde Witzleben vom Dienst suspendiert und am 4. Februar 1765 von Prinz Xaver von Sachsen seiner Funktion als Kreishauptmann endgültig enthoben. Er zog sich auf das ihm verbliebene Familiengut Gaditz zurück, wo er 1771 starb und am 13. Dezember in der Kirche von Gommlo beigesetzt wurde. Er hinterließ die fünf Söhne Hans Ernst Ferdinand, Hans Friedrich Wilhelm, Hans Heinrich Ludwig, Friedrich August Christian und Dietrich Heinrich Eugenius von Witzleben sowie vier Töchter.